# 구도 갈문왕
구도 갈문왕(仇道 葛文王, ? ~ ?)은 신라의 왕족이자 장군이다. 구도(俱道), 혹은 구도(仇刀)라고도 한다.

## 생애
172년 1월 (아달라 이사금 19년) 파진찬에 임명됐고 185년 2월(벌휴 이사금 2년) 좌군주(左軍主)가 되어 소문국을 정벌했다. 188년 2월(벌휴 이사금 5년) 백제가 모산성을 침공하자 막아냈고 189년 7월(벌휴 이사금 6년) 백제가 다시 침공해오자 구양(拘壤)에서 싸워 승리했다. 하지만 190년 8월(벌휴 이사금 7년) 백제군에게 속아 와산(蛙山) 전투에서 패배하자 부곡성주(缶谷城主)로 좌천됐다 사후 263년 2월(미추 이사금 2년) 갈문왕으로 추봉했다.
아들이라 기록된 미추나 말구와는 활동연대가 100년이 차이가 나서 실제 아들인가 여부는 의문의 여지가 있다.

## 가계
- 아버지: 각간 김욱보(金郁輔)[8] 또는 김욱부(金郁部)[9]
- 부인: 술례부인(述禮夫人), 이칠 갈문왕(伊柒葛文王)의 딸[8][10]
  - 딸 : 옥모부인 김씨(玉帽夫人 金氏)[11]
  - 사위 : 석골정(昔骨正)
    - 외손자 : 11대 조분 이사금
    - 외손자 : 12대 첨해 이사금

  - 아들: 미추 이사금(味鄒泥師今)
  - 아들: 말구(末仇), 미추 이사금의 동생이다.[12] 291년(유례 이사금 8년) 1월에 이벌찬에 임명됐으며 인품이 곧고 충성스럽고 지략이 있어 유례 이사금이 자주 조언을 구했다.[13]
  - 아들 혹은 손자: 대서지(大西知)